# 尤利娅·费迪夫
尤利娅·亚历山德里芙娜·费迪夫（烏克蘭語：Юлія Олександрівна Федів，1986年12月20日—），是乌克兰公务员、文化经理及外交官。2018至2021年间她担任烏克蘭文化基金會的首席执行长。她曾在Hromadske数字广播电台和烏克蘭學院等机构里担任过领导职位。2023年她在联合国教科文组织乌克兰办公室担任国家文化协调员。2017至2021年间在欧盟项目乌克兰国家局担任领导职位。
她能说流利的英语、德语、俄语及波兰语。